# Дранська сільська рада
Дранська сільська рада — колишній орган місцевого самоврядування у Тульчинському районі Вінницької області з адміністративним центром у с. Дранка.

## Населені пункти
Сільській раді були підпорядковані населені пункти:
- с. Дранка
- с. Одаї

## Природно-заповідний фонд
На землях сільради розташовано ботанічний заказник місцевого значення Дранка.

## Керівний склад сільської ради
| ПІБ                       | Основні відомості                                                         | Дата обрання | Дата звільнення |
| ------------------------- | ------------------------------------------------------------------------- | ------------ | --------------- |
| Москалюк Микола Федорович | Сільський голова, 1957 року народження, освіта, член народної партії      | 26.03.2006   | 31.10.2010      |
| Москалюк Микола Федорович | Сільський голова, 1955 року народження, освіта вища, член Партії регіонів | 31.10.2010   | 19.08.2016      |

Примітка: таблиця складена за даними джерела